# مجتمع منفتح
مجتمع منفتح، (بالإنجليزية: Open society)‏، هو مفهوم طوره الفيلسوف الفرنسي هنري برجسون وتحدد بصفة خاصة من قبل الفيلسوف كارل بوبر في كتابه «المجتمع المنفتح وأعدائه» عام 1945.
يتميز المجتمع المنفتح بحكومة متجاوبة، متسامحة، وتعتمد على آليات سياسية متسمة بالشفافية. بأنه «غير سلطوي» قائم على مبادئ الحرية، وحقوق الإنسان.
يصف برجسون المجتمع المنغلق على أنه نظام مغلق للقانون أو الدين. إنه ثابت، كالعقل المنغلق. يقترح برجسون أنه إذا اختفت كل آثار الحضارة، فإن غرائز المجتمع المنغلق لتضمين أو استبعاد الآخرين ستبقى. بالمقابل، فإن المجتمع المنفتح ديناميكي ويميل إلى الشمولية الأخلاقية.
رأى بوبر المجتمع المنفتح كجزء من الاستمرارية التاريخية التي تمتد من المجتمع العضوي أو القبلي أو المنغلق، مرورًا بالمجتمع المنفتح - الذي يتميز بموقف ناقد تجاه التقاليد – وصولًا إلى المجتمع المجرّد أو غير المشخصن الذي يفتقر إلى جميع أشكال التفاعلات المباشرة وجهاً لوجه.

## نبذة تاريخية
رأى بوبر أن الإغريق الكلاسيكيين هم من بدأ بالانتقال البطيء من القبلية نحو المجتمع المنفتح، مختبرين بالتالي لأول مرة القيود التي تفرضها العلاقات الجماعية الأقل شخصنة.
في حين لا تميز المجتمعات القبلية والجَمْعية بين القوانين الطبيعية والأعراف الاجتماعية – بحيث يصبح من غير المرجح أن يتحدى الأفراد الأعراف التي يعتقدون أن لها أساسًا مقدسًا أو سحريًا - فإن بدايات المجتمع المنفتح تتسم بالتمييز بين القوانين الطبيعية وتلك التي من صنع الإنسان، وبزيادةٍ في المسؤولية الشخصية والمساءلة عن الخيارات الأخلاقية (بشكل لا يتعارض مع المعتقد الديني).
ناقش بوبر بأن أفكار الفردية والنقد والإنسانية لا يمكن كبتها متى ما أصبح الناس على دراية بها، وبالتالي إنه من المستحيل العودة إلى المجتمع المنغلق، ولكن في الوقت نفسه اعترف بالجاذبية العاطفية المستمرة التي يمتلكها ما أسماه «روح المجموعة القبلية الضائعة»، كما تجلت على سبيل المثال في الأنظمة الشمولية في القرن العشرين.
رغم أن الفترة التي انقضت منذ بحث بوبر تميزت - بلا شك - بانتشار المجتمع المنفتح، إلا أن هذا قد يعزى بدرجة أقل إلى تأييد بوبر، وبدرجة أكبر إلى دور التقدم الاقتصادي للحداثة المتأخرة. تتطلب المجتمعات الصناعية القائمة على النمو معرفة القراءة والكتابة والمجهولية (إخفاء الهوية) والحراك الاجتماعي من قبل أعضائها - وهي عناصر لا تتفق مع السلوك فائق التقليدية، ولكنها تتطلب انتشارًا أوسع للعلاقات الاجتماعية المجردة التي رأى جورج سيميل أنها تميز الموقف العقلي المتروبولي (الحضري).

## تعريف
عرّف كارل بوبر المجتمع المنفتح بأنه مجتمع «يواجه فيه الأفراد قرارات شخصية» بدلاً من «مجتمع سحري أو قبلي أو جَمْعي.»
واعتبر أن الديمقراطية وحدها هي التي توفر آلية مؤسساتية للإصلاح وتغيير القيادة دون الحاجة إلى إراقة الدماء أو الثورة أو الانقلاب.
يقترح دعاة المجتمع المنفتح الحديث أن المجتمع لن يخفي عن نفسه أية أسرار بالمعنى العام للكلمة (ليس بمعنى الأسرار الخاصة)، حيث يعتبر الجميع موثوقين بمعرفة كل شيء. يُزعم أن الحريات السياسية وحقوق الإنسان هي الأساس لمجتمع منفتح.

## المعرفة الناقدة
مفهوم بوبر عن المجتمع المنفتح معرفي وليس سياسي. عندما وضع بوبر كتابه «المجتمع المنفتح وأعداؤه»، اعتقد أن العلوم الاجتماعية قد فشلت في إدراك أهمية وطبيعة الفاشية والشيوعية لأن هذه العلوم كانت مبنية على ما رآه نظريةً معرفيةً خاطئة. لقد فرضت الشمولية على المعرفة أن تصبح سياسية، ما جعل التفكير الناقد مستحيلًا، وأدى إلى تدمير المعرفة في الدول الشمولية.
تعني نظرية بوبر بأن المعرفة مؤقتة وعرضة للخطأ أن المجتمع يجب أن يكون منفتحًا لوجهات نظر بديلة. يرتبط المجتمع المنفتح بالتعددية الثقافية والدينية. إنه دائمًا منفتح على التحسّن لأن المعرفة لا تكتمل أبدًا ولكنها مستمرة دائمًا: «إذا كنا نرغب في أن نبقى بشرًا، فهناك طريقة واحدة فقط، الطريق إلى المجتمع المنفتح... إلى المجهول وغير المؤكد وغير الآمن».
في المجتمع المنغلق، تؤدي ادعاءات امتلاك معرفة محددة والحقيقة المطلقة إلى محاولة فرض نسخة واحدة من الواقع. إن مثل هذا المجتمع منغلق أمام حرية الفكر. بالمقابل، يحتاج كل مواطن في مجتمع منفتح إلى الانخراط في التفكير الناقد، والذي يتطلب حرية الفكر والتعبير، والمؤسسات الثقافية والقانونية التي يمكن أن تسهل ذلك.

## خصائص إضافية
الإنسانية والمساواة والحرية السياسية هي - في الحالة المثالية - خصائص أساسية للمجتمع المنفتح. وقد اعترف بذلك بريكليس، وهو رجل دولة في الديمقراطية الأثينية، في خطبته التأبينية الإطرائية: «إن التقدم في الحياة العامة يقع على عاتق سمعة الأهلية، ولا يُسمح للاعتبارات الطبقية بالتدخل في الاستحقاق؛ ولا يمنع الفقر ذلك أيضًا، إذا كان الإنسان قادرًا على خدمة الدولة، فلا تعوقه صعوبة حالته، وتمتد الحرية التي نتمتع بها في حكومتنا إلى حياتنا العادية.»
ومع ذلك، يمكن القول بأن ما ميّز أثينا الكلاسيكية هو التوتر بين المجتمع التقليدي والحديث، والمساحة الجديدة الأكثر انفتاحًا للبوليس الناشئ، وكان بوبر مدركًا تمامًا للإغراء العاطفي المستمر لما أسماه «الكلانية... الحنين لوحدة الحياة القبلية الضائعة» في العالم الحديث.

## تحفظات
ناقش المستثمر وفاعل الخير جورج سوروس، والذي يصف نفسه بأنه من أتباع كارل بوبر، بأن استخدام الناشطين السياسيين المحافظين - مثل فرانك لونتز وكارل روف - تقنيات قوية للخداع الماكر المستعار من الإعلان الحديث والعلوم المعرفية، أن هذا الاستخدام المعقد يلقي ظلالا من الشك على وجهة نظر بوبر حول المجتمع المنفتح. لأن تصور الناخبين للواقع يمكن التلاعب به بسهولة، فإن الخطاب السياسي الديمقراطي لا يؤدي بالضرورة إلى فهم أفضل للواقع. يقول سوروس إنه بالإضافة إلى الحاجة إلى الفصل بين السلطات وحرية التعبير والانتخابات الحرة، فإن الالتزام الصريح بالسعي إلى الحقيقة أمر حتمي. «سيحترم السياسيون الواقع، بدلاً من التلاعب به، فقط إذا كان الجمهور يهتم بالحقيقة ويعاقب السياسيين عندما يقبض عليهم وهم يمارسون الخداع المتعمد».
ولكن بوبر لم يحدد هوية المجتمع المنفتح عبر الديمقراطية أو الرأسمالية أو الاقتصاد الحر، بل عبر إطار فكري ناقد من جانب الفرد، في مواجهة التفكير الجماعي من أي نوع. أحد الجوانب المهمة في تفكير بوبر هو فكرة أن الحقيقة يمكن أن تضيع. الموقف الناقد لا يعني أن الحقيقة قد وُجدت.